# 天主教谅山暨高平教区
天主教諒山暨高平教區（拉丁語：Dioecesis Langsonensis et Caobangensis）是越南一個羅馬天主教教區。屬河內總教區。
2004年有教友6,078人、11個堂區、4名司鐸。現任主教為鄧德銀。其座堂是聖若瑟座堂位於諒山。
1913年12月31日設聯牧區，1939年7月11日升為代牧區。1960年11月24日升為教區。